# Pronatie
Pronatie is de beweging in de onderarm en het onderbeen, en het polsgewricht en enkelgewricht, waarbij deze respectievelijk naar binnen en naar buiten draaien. Het tegenovergestelde is supinatie.
De naar voren gerichte handpalm wordt bij pronatie vanuit de neutrale uitgangshouding, de anatomische houding in de onderarm naar achter gedraaid. Het spaakbeen, de radius draait tijdens deze beweging en komt daarbij kruislings over de ellepijp, de ulna te liggen.
De buitenrand van de voet wordt bij pronatie in het onderste spronggewricht van de enkel opgetrokken.

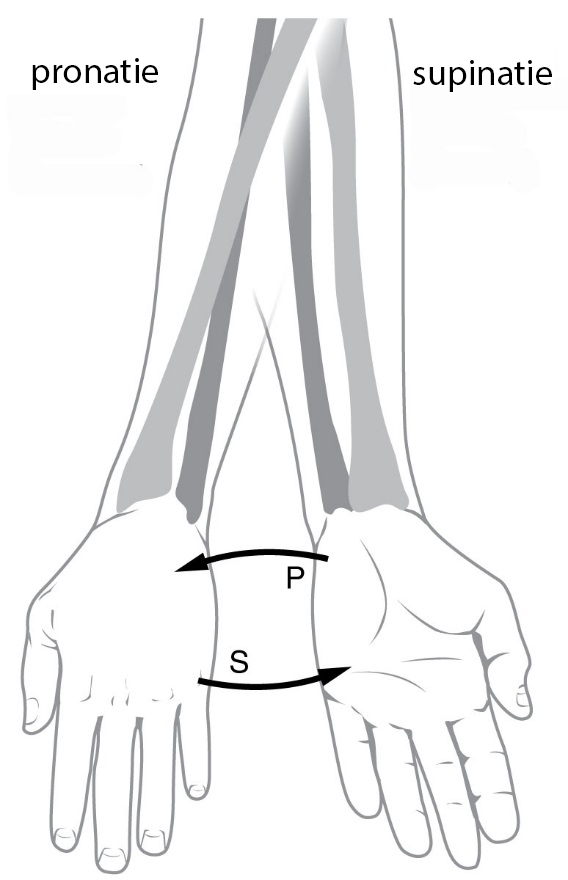
pronatie en supinatie van de arm
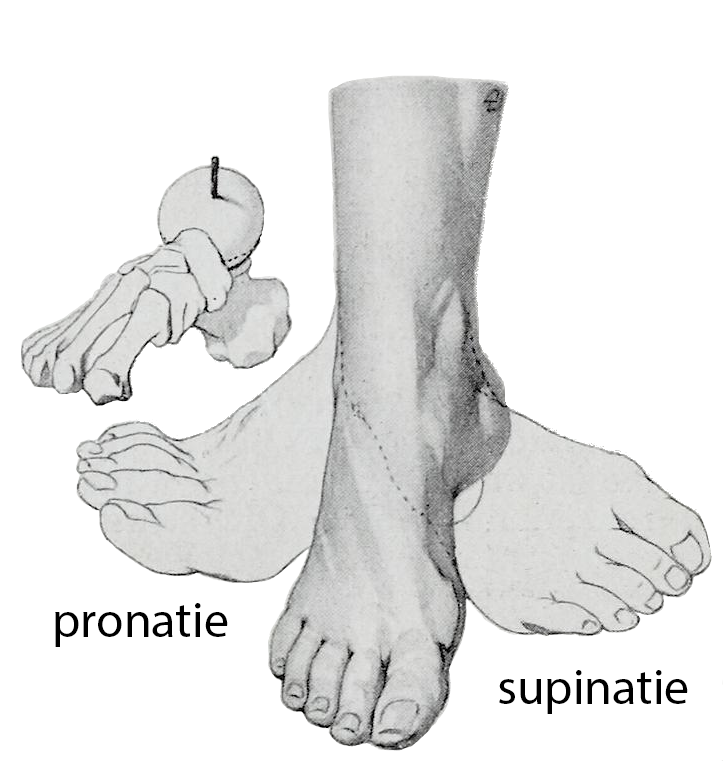
pronatie en supinatie van de voet